# Raymond Dart

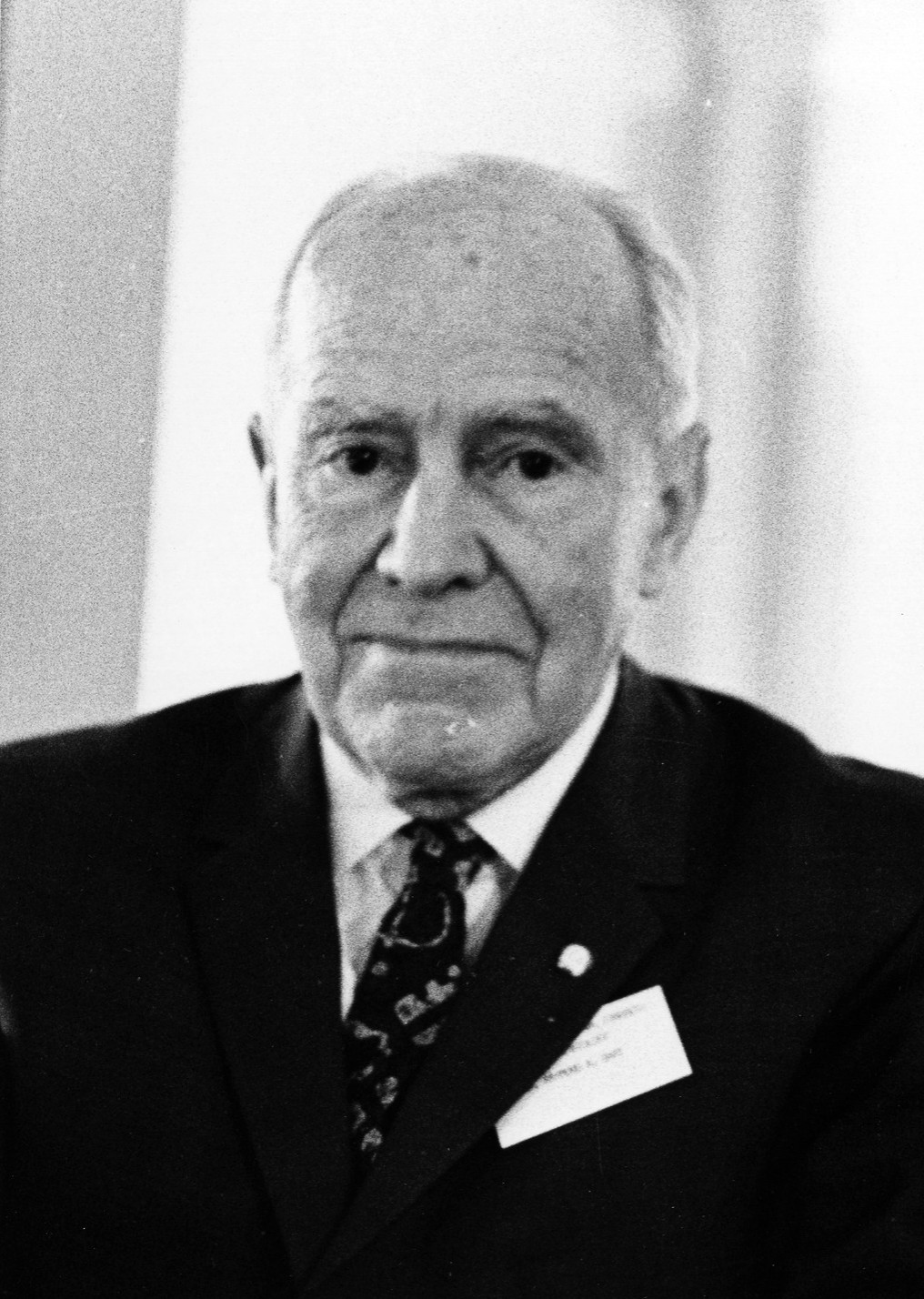
Raymond Dart (1968)

Raymond Arthur Dart (ur. 4 lutego 1893 w Toowong, Australia, zm. 22 listopada 1988), anatom australijski.

## Życiorys
Studiował na uniwersytetach Queensland i w Sydney, gdzie w 1917 r. uzyskał dyplom lekarski. W czasie I wojny światowej wyjechał do Anglii gdzie służył w korpusie medycznym. W latach 1919–1922 pracował na University College w Londynie. W 1923 objął katedrę anatomii na Uniwersytecie Witwatersrand w Johannesburgu gdzie pracował do emerytury w 1958 roku.
W 1924 Dart dokonał jednego z najważniejszych odkryć paleontologicznych XX w. – czaszki z Taung (tzw. Dziecko z Taung), opisał je jako Australopithecus africanus.
W roku 1947 odnalazł w Transwalu fragmenty szkieletu w Makapansgat.